# Le Palais-sur-Vienne
 Le Palais-sur-Vienne  (en occitano Lu Palaiç) es una población y comuna francesa, situada en la región de Lemosín, departamento de Alto Vienne, en el distrito de Limoges y cantón de Limoges-Le Palais.

## Demografía
| 2162 | 2621 | 3863 | 5038 | 6085 | 5726 | 5862 |
| Para los censos de 1962 a 1999 la población legal corresponde a la población sin duplicidades (Fuente: INSEE [Consultar]) |      |      |      |      |      |      |